# Elecciones cantonales de Lucerna de 2023
Las elecciones cantonales de Lucerna de 2023 se celebraron el 2 de abril de 2023 para renovar los 120 miembros del Consejo Cantonal, el parlamento unicameral del cantón suizo de Lucerna, y el Consejo de Estado, el ejecutivo cantonal compuesto por cinco miembros. Una segunda vuelta para el Consejo de Estado tuvo lugar el 14 de mayo de 2023.

## Antecedentes
Las elecciones se celebraron en un contexto político marcado por un clima de incertidumbre financiera en Suiza, tras la fusión de Credit Suisse con UBS en marzo de 2023, lo que suscitó debates sobre la regulación bancaria y la responsabilidad del sector público. Aunque se trataba de elecciones cantonales, esta situación nacional influyó en la campaña, principalmente en los discursos de los partidos de izquierda que demandaban una mayor supervisión financiera.
El periodo legislativo 2019–2023 del Consejo de Estado terminó con varios cambios. Tres de los cinco miembros salientes no se postularon a la reelección, abriendo el camino a una renovación parcial del ejecutivo. La elección también supuso el retorno del Partido Socialista (PS) al gobierno cantonal, con la elección de Ylfete Fanaj, primera mujer suiza de origen albanokosovar en ocupar ese cargo.

## Sistema electoral
Los 120 escaños del Consejo Cantonal se asignan mediante representación proporcional en cinco distritos plurinominales. Para el Consejo de Estado, los cinco miembros son elegidos por mayoría absoluta en primera vuelta; si no se alcanzan los cinco cargos con mayoría absoluta, se realiza una segunda vuelta entre los candidatos mejor posicionados.

## Resultados

### Consejo cantonal
|  | 27.31 % |

|  | 23.05 % |

|  | 17.88 % |

|  | 14.14 % |

|  | 10.24 % |

|  | 7.25 % |

|  | 0.10 % |

|  | 96.03 % |

|  | 3.97 % |

|  | 100.00 % |

|  | 40.32 % |

### Consejo de Estado
|  | 54.75 % |

|  | 53.67 % |

|  | 53.30 % |

|  | 46.15 % |

|  | 55.03 % |

|  | 36.24 % |

|  | 48.54 % |

|  | 26.47 % |

|  | 42.75 % |

|  | 25.83 % |

|  | 23.16 % |

|  | 20.26 % |

|  | 19.80 % |

|  | 24.10 % |

|  | 4.64 % |

|  | 4.17 % |

|  | 3.86 % |

|  | 0.30 % |

|  | 98.77 % |

|  | 98.78 % |

|  | 1.23 % |

|  | 1.22 % |

|  | 100.00 % |

|  | 100.00 % |

|  | 39.6 % |

|  | 33.7 % |